# 1603 en philosophie
Chronologie de la philosophie
- 1599
- 1600
- 1601
- 1602
- 1603
- 1604
- 1605
- 1606
- 1607

L’année 1603 a été marquée, en philosophie, par les événements suivants :

## Publications
- Althusius : Politica methodice digesta et exemplis sacris et profanis illustrata, cui in fine adjuncta est Oratio panegyrica de utilitate, necessitate et antiquitate scholarum (« La Politique, exposée de façon méthodique, et illustrée par des exemples sacrés et profanes... », édition révisée et augmentée en 1610 et en 1614). Les idées exprimées dans cet ouvrage font de lui le père du fédéralisme moderne et de la souveraineté populaire, qu'il s'est efforcé de concilier, dans sa multiplicité[1], avec le pouvoir du souverain.
- Francis Bacon : De Interpretatione Naturae Proœmium.
- Scipion Dupleix :  La Physique ou science naturelle divisée en huit livres, Paris, Sonnius, 1603.
- Francesco Buonamici :  De Alimento libri V, B. Sermartellium juniorem, 1603, Florence, in-4 ̊, XXII-759 p. et l'index, fig.

## Décès
- 23 février à Rome : Andrea Cesalpino (Andreas Caesalpinus en latin et André Césalpin en français), né le 6 juin 1519 à Arezzo en Toscane, philosophe, médecin, naturaliste et botaniste italien.
- 29 septembre : Francesco Buonamici (né en 1533) était un médecin, écrivain et philosophe florentin de la seconde moitié du XVIe siècle.
- 16 novembre à Paris : Pierre Charron (né en 1541 à Paris), théologien, un philosophe, un orateur et un moraliste du XVIe siècle.